# Ceroys albogranulatus
Ceroys albogranulatus är en insektsart som beskrevs av Salvador de Toledo Piza Júnior 1938. Ceroys albogranulatus ingår i släktet Ceroys och familjen Heteronemiidae. Inga underarter finns listade i Catalogue of Life.